# Vecumnieki
Vecumnieki (deutsch: Neugut) ist eine Ortschaft in Lettland etwa 45 km südlich von Riga, die Hauptort der gleichnamigen Gemeinde (Vecumnieku pagasts) ist. Von 2009 bis 2021 bildete Vecumnieki mit fünf umliegenden Gemeinden eine gleichnamige Verwaltungsgemeinschaft, die 2021 im Bezirk Bauska aufging.
Die Gemeinde Vecumnieki umfasst die Ortschaften Bāliņi, Beibeži, Brūveri, Klīvi, Misa, Piebalgas, Umpārte, Vecumnieki und Zvirgzde.

## Geschichte
Die Ortschaft entstand auf dem Gebiet des historischen Gutes Neugut (Vecmuiža), nachdem 1904 die Bahnstation Neugut an der Strecke Mitau – Kreutzburg eingerichtet worden war. Bis 1940 hieß die Ortschaft Vecmuiža. 1951 wurde das Gebiet der örtlichen Kolchose Sarkanā zvaigzne (Roter Stern) eingemeindet, 1954 zwei weitere Orte.
Auf dem Territorium der Gemeinde Vecumnieki befanden sich die historischen Güter Drakken (Draken), Mißhof (Misa), Reschenhof, Wiexten (Umpārte) und Neugut (Vecmuiža).

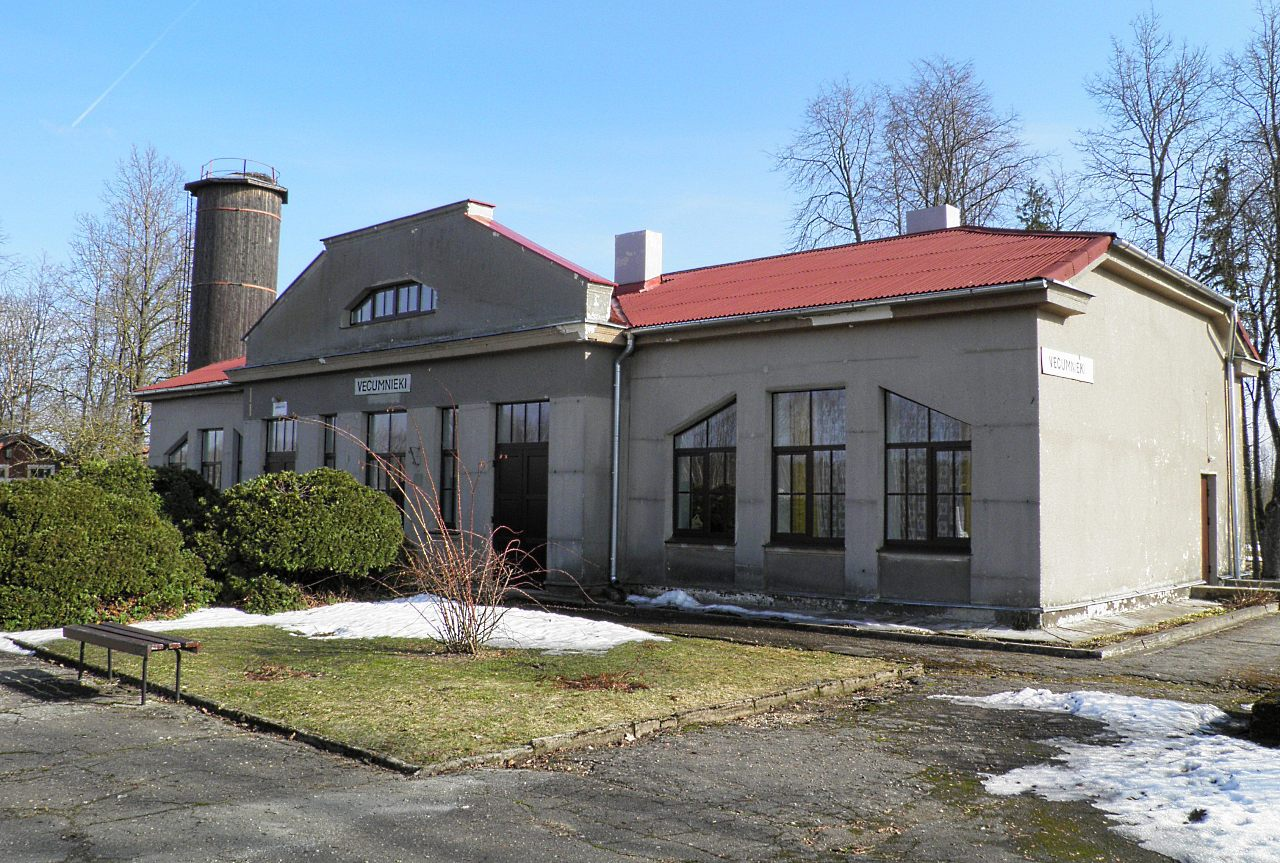
Bahnhof Vecumnieki

## Verkehr
- Vecumnieki hatte eine Station an der 1904 eröffneten Eisenbahnstrecke von Jelgava nach Krustpils, die nach Einstellung des Personenverkehrs im Jahr 2000 nur noch für den Güterverkehr genutzt wird. Das erhaltene Bahnhofsgebäude wurde 1926 errichtet.
- Die Staatsstraßen 1. Ordnung P89 von Ķekava nach Skaistkalne und P88 von Bauska nach Linde durchqueren Vecumnieki.

## Sehenswürdigkeiten
- Die Evangelisch-Lutherische Kirche von Vecumnieki wurde von 1840 bis 1845 im klassizistischen Stil erbaut.
- Im ehemaligen Schulgebäude des Ortes wurde am 12. Juni 2006 (Pfingsten) die römisch-katholische Kapelle des Heiligen Johannes Paul II. im Bistum Jelgava geweiht.